# Valerio Verre
Valerio Verre (Rome, 11 januari 1994) is een Italiaans voetballer die doorgaans als middenvelder speelt. Hij verruilde Pescara in januari 2017 voor Sampdoria.

## Clubcarrière
Verre stroomde in 2011 door vanuit de jeugd van AS Roma, waarbij hij in mei 2012 een vijfjarig contract tekende. Die de zomer werd hij overgedaan aan Genoa als onderdeel van een transferovereenkomst over Mattia Destro. Genoa verhuurde Verre direct voor een seizoen aan AC Siena. Op 19 augustus 2012 debuteerde hij in de Coppa Italia, tegen Vicenza. In de slotseconden zette hij de 4-2-eindstand op het bord. Op 13 juli 2014 tekende hij een contract bij Udinese, dat hem ook weer direct verhuurde, gedurende het seizoen 2013/14 aan US Palermo en gedurende 2014/15 aan Perugia.

## Interlandcarrière
Verre kwam uit voor diverse Italiaanse nationale jeugdelftallen.

## Erelijst
US Palermo
- Serie B

2013/14
1 Vismara ·
3 Barreca ·
4 Vieira ·
5 Pio Riccio ·
6 Romagnoli ·
7 Bellemo ·
8 Ricci ·
9 Coda ·
10 Tutino ·
11 Pedrola ·
14 Kasami ·
15 Akinsanmiro ·
16 Borini ·
17 Meulensteen ·
18 Venuti ·
20 La Gumina ·
21 Giordano ·
22 Ghidotti ·
23 Depaoli ·
24 Bereszyński  ·
25 Ferrari ·
28 Yepes ·
29 Girelli ·
30 Ravaglia ·
31 Vulikić ·
33 Silvestri ·
43 Ntanda ·
44 Ioannou ·
80 Benedetti ·
84 Sekulov ·
Coach: Sottil
· Assistent-coach: Baronio